# 全俄对外经贸学院
全俄罗斯对外经贸学院（俄语：Всероссийская академия внешней торговли, ВАВТ）是俄罗斯进行国际经济学、金融学、管理学和法律学教育的国立高等机构，位于俄罗斯首都莫斯科，由时任苏联外贸部部长阿纳斯塔斯·伊万诺维奇·米高扬于1931年。现有国际合作伙伴北京第二外国语学院。